# ميرثيس جوميز دي كامبوس

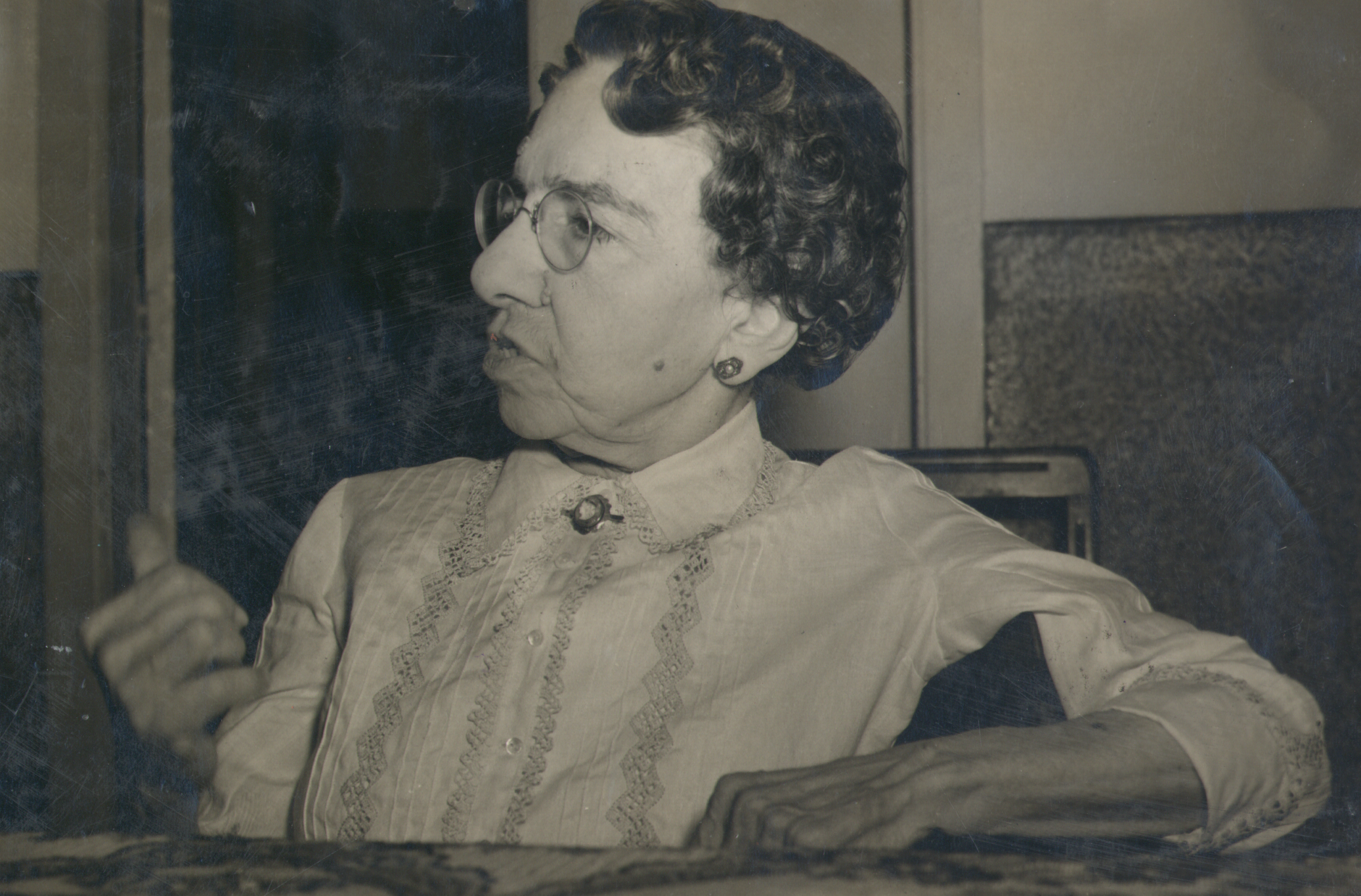
ميرثيس دي كامبوس

ميرثيس جوميز دي كامبوس (1875-1965) تعد أول محامية في البرازيل.   أكملت تعليمها الجامعي في كلية الحقوق في عام 1898، وفي عام 1906 تم قبولها في معهد المحامين البرازيليين، وسمح لها بممارسة العمل كمحامية. 